# Liang Hongyu
Liang Hongyu (梁氏; 1102 – 1135) è stata una militare cinese della dinastia Song.
È una delle donne guerriere più note della Cina assieme a Hua Mulan, Qin Liangyu e He Yufeng.

## Biografia
Originaria di Yingkou, in giovane età imparò l'arte del kung fu da suo padre. Rimasta orfana, fu venduta ad un bordello, dove apprese le arti della musica e della danza, divenendo presto una delle più note cortigiane della Cina meridionale. Non è certo se fosse una guanji (un'intrattenitrice degli ufficiali durante i banchetti) oppure se  appartenesse alla classe delle yuehu, ovvero quella delle intrattenitrici ereditarie.
Conobbe Han Shizong, che presto sarebbe diventato generale, e i due si sposarono l'anno successivo. Liang Hongyu seguì suo marito in molte spedizioni militari. Nel 1130, durante la battaglia di Huangtiandang sul Fiume Azzurro nella quale Han Shizong combatté le forze Jīn, Liang Hongyu scese in campo di battaglia e suonò i tamburi per risollevare i soldati. L'esercito Jīn fu sconfitto e Liang Hongyu fu insignita di un titolo onorifico dalla corte imperiale per il suo eroismo.
Nel 1135 divenne jiedushi di Wuning Anhua. Insieme a suo marito ricostruì la fortezza di Chuzhou e ne rinforzò le difese.
La figura di Liang Hongyu divenne molto popolare nella letteratura e contribuì ad alimentare il mito delle donne guerriere tipico dei periodi Ming e Qing, un tema che si fece ricorrente anche all'Opera di Pechino.